# Schmerb
Schmerb ist ein Gemeindeteil des Marktes Ebrach im oberfränkischen Landkreis Bamberg. Das einzige bewohnte Haus ist das Forsthaus des zuständigen Revierförsters.

## Lage
Die Einöde liegt etwa 2,5 km nordöstlich von Ebrach auf einer Waldlichtung im Koppenwinder Forst, der den Bayerischen Staatsforsten zuzuordnen ist. Er ist durch einige Flurwege mit der Staatsstraße 2258 verbunden. Etwas nördlich entspringt der Schmerber Graben und fließt nach Durchqueren des Ortes über den Schmerber Grund der Mittleren Ebrach zu. Östlich befindet sich ein kleiner Weiher.

## Geschichte
Einst war Schmerb eine größere Ortschaft. 1418 wurde die Grundherrschaft vom Kloster Ebrach erworben. 
Nach der Säkularisation begann der bayerische Staat mit dem Aufkauf der bäuerlichen Anwesen in Schmerb und forstete die Schmerber Flur auf. Dadurch starb der Ort aus. Vier verbliebene Anwesen dienten als Waldarbeiterwohnsitze und Forsthaus.